# Rio di San Vidal
Le rio di (ou de) San Vidal (canal de Saint-Vital) est un canal de Venise dans le sestiere de San Marco.

## Toponymie
Le nom provient de l'église San Vidal toute proche.

## Description
Le rio de San Vidal a une longueur d'environ 150 mètres. Il cerne ensemble avec le rio del Duca un îlot au sud-ouest du sestiere de San Marco. 

D'est en ouest, ce rio longe sur son flanc sud le palais Loredan a Santo Stefano, puis le campiello Loredan avec le ponte Vitturi. Ce pont fut nommé d'après la famille Vitturi, alors qu'il s'appela vulgairement ponte dello Scutelio, d'après un Girolamo Scutelio, chirurgien domicilié ci-près en 1781. Il relie la Calle del Frutariol avec le Campo Santo Stefano. Ensuite le rio longe encore sur la même rive l'église San Vidal et son campo, qui a accès à la calle éponyme par le ponte Giustinian aux côtés de divers petits ponts privés avant de déboucher sur le Grand Canal à côté du pont de l'Académie.

## Ponts
Il est traversé par (du nord au sud) :

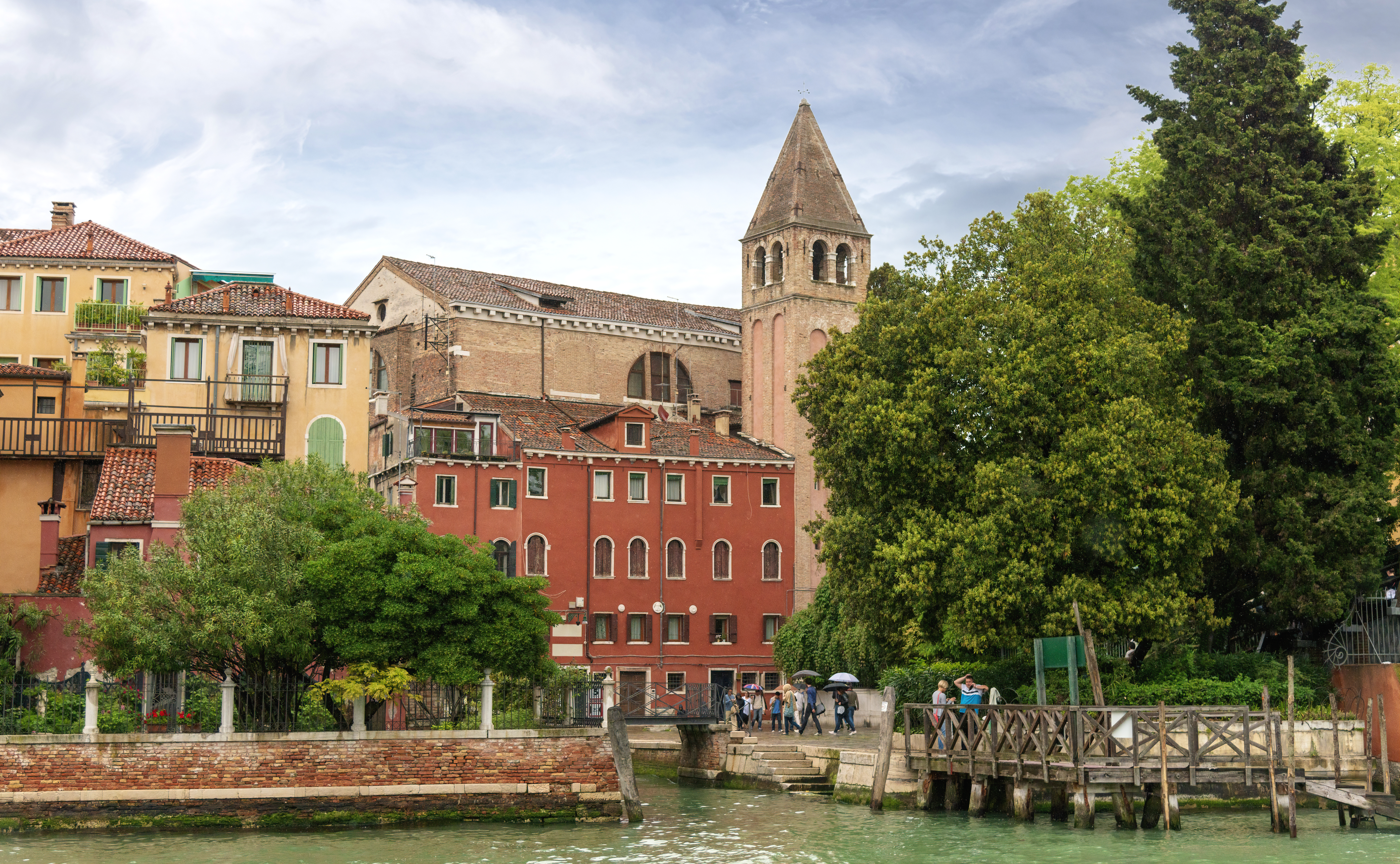
Embouchure du rio sur le Canal Grande
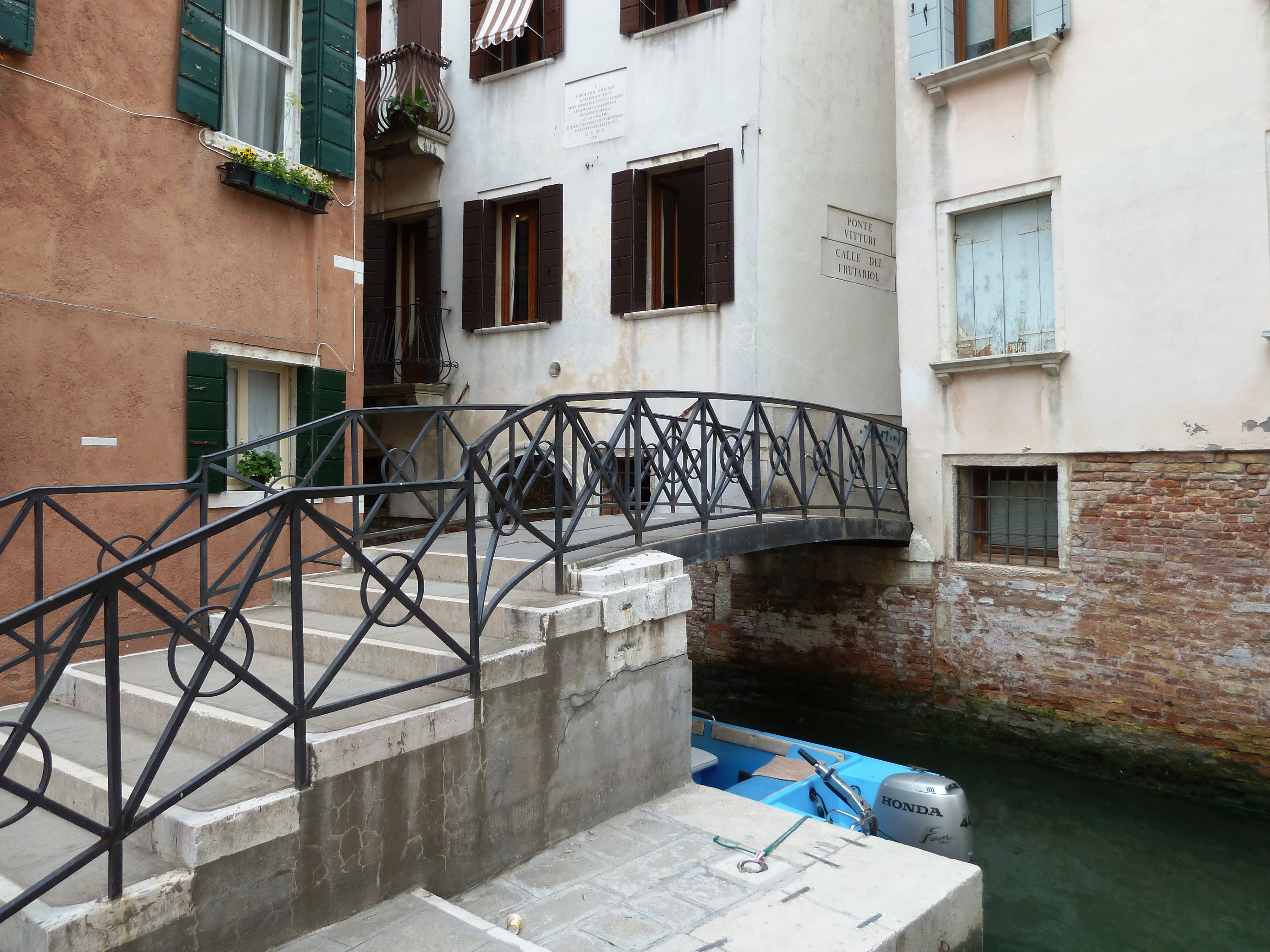
Ponte Vitturi
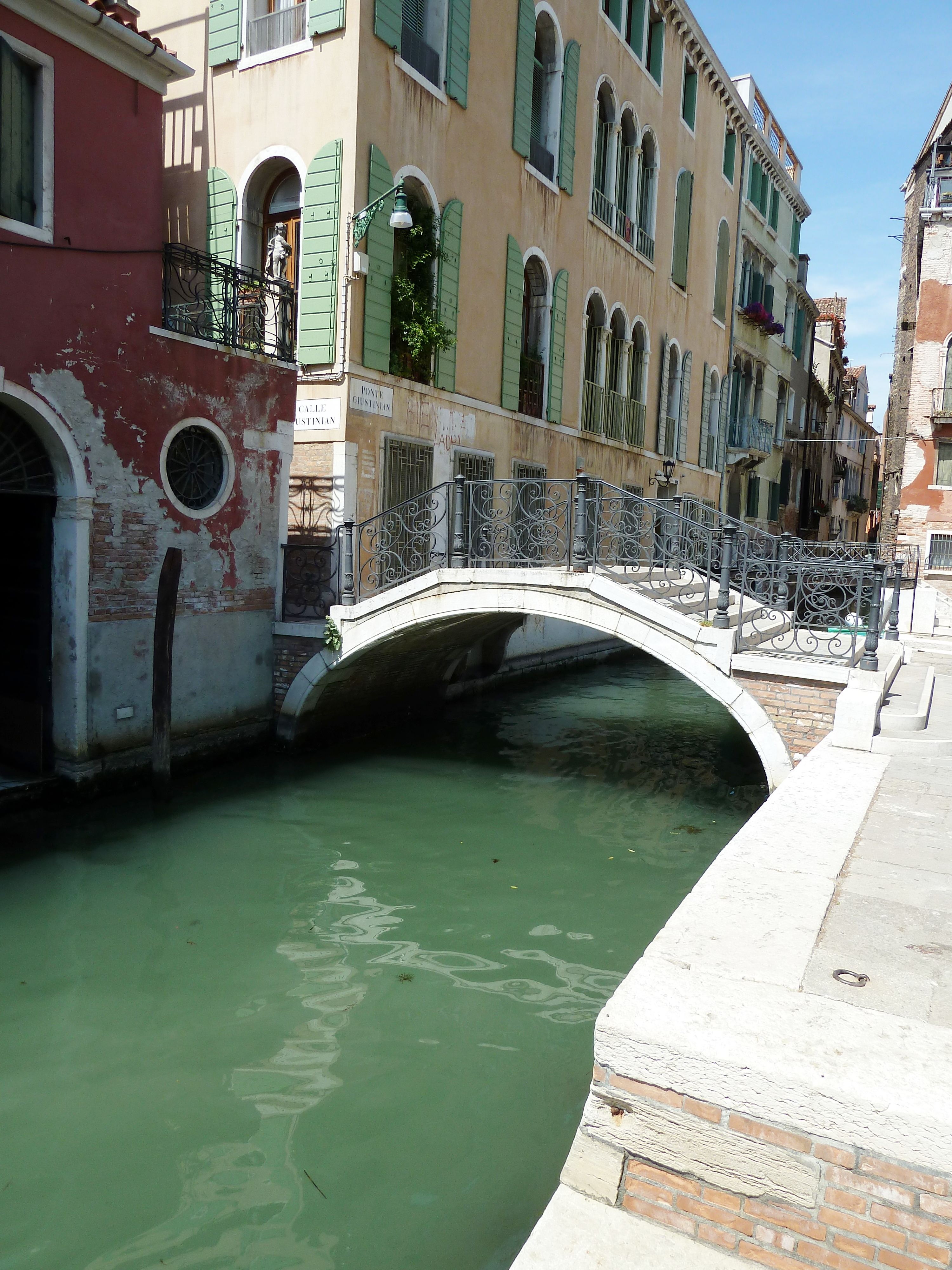
Ponte Giustinian
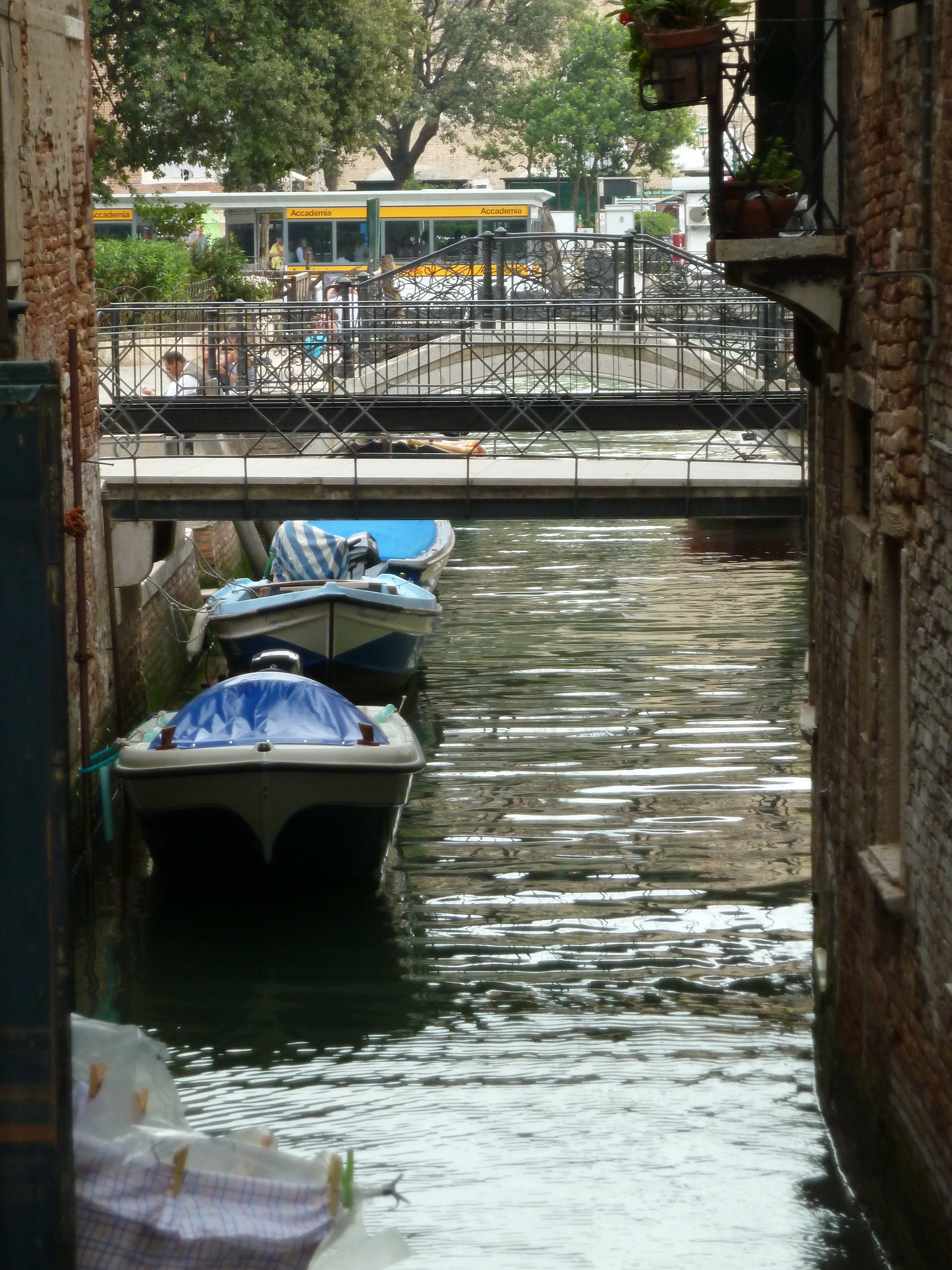
divers ponts privés et vue sur l'appontement de l'Accademmia